# Bundesarchiv
Els Bundesarchiv, abreujat com BArch, (literalment arxius federals en català) és el conjunt d'arxius centrals de l'Estat Federal d'Alemanya. Té la seu principal a Coblença, amb altres de menor importància per tota Alemanya. Constitueixen una administració federal superior sota la tutela del delegat del Govern Federal per a la cultura i els mitjans de comunicació. Van ser creats el 1952 per via reglamentària, i els seus objectius es van fixar per llei el 1988.